# الدوري الهولندي الممتاز
الدوري الهولندي الممتاز أو الدرجة الفخرية (بالهولندية: Eredivisie) هو دوري كرة القدم للقسم الأول في هولندا، وقد تأسس في عام 1956. وهو أحد أقوى الدوريات الأوروبية الذي اشتهر بالكرة الشاملة والذي لعب فيه الكثير من النجوم، وكان بطل الدوري للنسخة الأخيرة لموسم 2024-25 هو نادي بي إس في آيندهوفن
أما الفريق الأكثر فوزاً باللقب منذ موسم 1897–88 فهو أياكس أمستردام برصيد 36 لقباً، يليه بي أس في برصيد 26 لقبًا، ثم نادي فاينورد برصيد 16 لقباً ، وتبقى الفرق الثلاث الأول بنفس الترتيب في حالة احتساب الألقاب منذ تطبيق الاحتراف في موسم لموسم 1856–57 ، حيث يأتي أياكس في المقدمة برصيد 24 لقباً، يليه بي أس في بـ 19 لقباً، ثم نادي فاينورد بـ 10 ألقاب.

## تاريخ الدوري
دخلت لعبة كرة القدم إلى هولندا عن طريق التجار البريطانيين في منتصف القرن التاسع عشر كما هو الحال في معظم دول العالم، ومن أهم مؤسسي الحركة الرياضية الحديثة في هولندا هو بيم موليير الذي أسس أول نادي كرة قدم في هولندا وهو نادي هارليمش فوتبول كلوب في عام 1879، وكان عمر بيم موليير حينها 14 عام، ثم سافر بيم إلى إنجلترا للدراسة ثم عاد إلى هولندا ومارس ألعاب القوى وكان من أبطال بلاده فيها، وقام بيم بتأسيس اتحاد كرة القدم وألعاب القوى الهولندي عام 1889م وكان بيم أول رئيس له، ولتطوير رياضة كرة القدم قام بيم موليير بفصل اتحاد كرة القدم عن اتحاد ألعاب القوى ليصبح عام 1895م اتحادًا مستقلاً، ثم ساعد بيم موليير في عام 1897م بإقامة أول دوري لكرة القدم في هولندا وله دور كبير في تأسيس اللجنة الأولمبية الهولندية عام 1913.

## إريديفيزي
تم وضع قوانين تنظم العلاقات المعنوية والمادية بين الأتحاد والأندية ولاعبيها، ولقد تم وضع هذه القوانين بعد موسمين من تطبيق الاحتراف بشكل غير كامل، وكان موسم 1956م انطلاق أول موسم من دوري المحترفين وأطلق على الدوري اسم (إريديفيزي) وهو يعرف بهذا الاسم إلى يومنا هذا، وبدأ مستوى الأندية الهولندية ومنتخبها بالارتفاع منذ تطبيق الاحتراف، وكانت أندية أياكس أمستردام وفينورد وبي إس في آيندهوفن هي صاحبة العدد الأكبر عدد من الألقاب .

## الكرة الشاملة

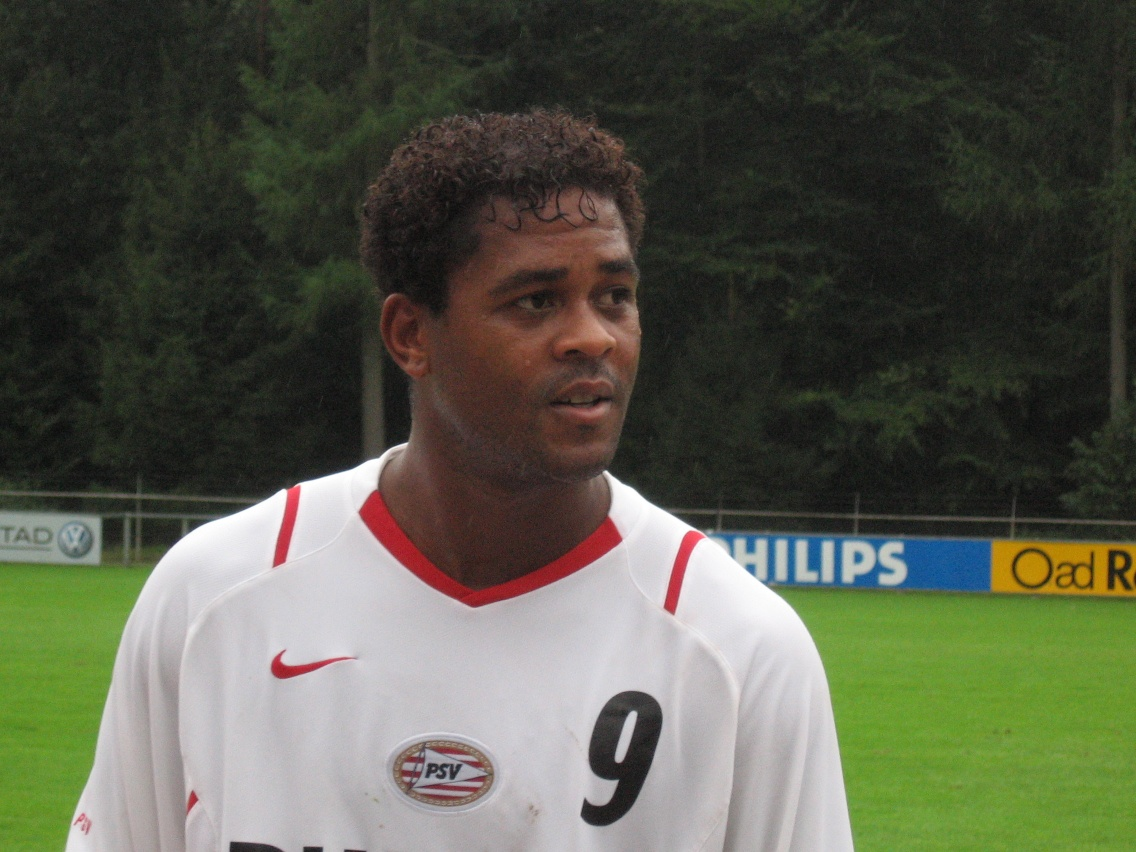
ألاعب باتريك كلايفارت أحد اللاعبين المتخرجيين من الدوري الهولندي الممتاز من نادي أياكس.

طوّر أياكس أسلوب تكتيكي جديد في لعب كرة القدم عرف بأسلوب (الكرة الشاملة)، كان نادي أياكس أمستردام بهذا الإسلوب من أقوى الفرق في العالم، ومما ساعد النادي على تطبيق هذا الإسلوب امتلاكه لعدد من أفضل اللاعبين في العالم خلال هذه الفترة على رأسهم النجم الكبير يوهان كرويف، وحقق نادي أياكس أمستردام في بداية السبعينات من القرن العشرين لقب بطولة أوروبا للأندية الدوري ثلاث مرات متتالية، وطبّق المنتخب الهولندي هذا الأسلوب في كأس العالم عام 1974 بألمانيا، فأبدع المنتخب الهولندي ووضع كرة قدم هولندا على الخريطة العالمية للمرة الأولى، ولكن المنتخب البرتقالي خسر المباراة النهائية أمام أصحاب الأرض، وكرر نفس الجيل من اللاعبين الإنجاز بوصولهم للمباراة النهائية من كأس العالم عام 1978 ولكنهم خسروا مرة أخرى أمام أصحاب الأرض، الأرجنتين، ومع اعتزال معظم نجوم هذا الجيل في نهاية السبعينيات، انخفض مستوى المنتخب الهولندي، وانتظر الجميع حتى تألق جيل آخر في عام 1988 وحقق لقب بطولة كأس أمم أوروبا للمرة الأولى في تاريخ هولندا، وكان أبرز نجوم هذا المنتخب ماركو فان باستن ورود خوليت وفرانك ريكارد ورونالد كومان. ولكن منذ ذلك الحين لم يحقق المنتخب الهولندي أي لقب جديد على مستوى بطولتي كأس العالم وكأس أمم أوروبا.

## منافسة أياكس وآيندهوفن
شهدت الثمانينيات بزوغ نجم نادي بي أس في أيندهوفين الذي يعتبر الفريق الأقوى من منتصف الثمانينيات حتى أوائل التسعينيات من القرن العشرين، حيث حقق لقب الدوري ست مرات خلال سبع مواسم وفاز بمسابقة دوري أبطال أوروبا عام 1988 بقيادة المدرب غوس هيدينك، وعادت السيطرة مرة أخرى في منتصف التسعينيات لنادي أياكس أمستردام بالجيل الذي ضم نجوماً من أمثال المهاجم الشاب باتريك كلايفرت والفنلندي ياري ليتمانن والنيجيري نوانكو كانو والأخوان فرانك ورونالد دي بور، لكن منذ بداية هذه الألفية، أصبح بي أس في إيندهوفين هو الفريق الأقوى في الدوري الهولندي بدون منازع، وحقق ستة ألقاب دوري خلال المواسم العشرة الأخيرة. وربما كان أهم أسباب تلك السيطرة قدرة الفريق على تخريج لاعبين ممتازين من أكاديمية الناشئين في النادي، بالإضافة لقدرات كشافيه المميزة في اقتناص المواهب الشابة داخل هولندا وخارجها، ولكن كل شيء تغير في الموسمين الآخيرين ولم تعد الأندية الثلاثة الكبرى هي المسيطرة على لقب الدوري، فنجح ألكمار في كسر السيطرة في موسم 2008/2009 تحت قيادة المدرب القدير لويس فان غال، وفي الموسم التالي صعد نادي تفينتي على منصة التتويج مع المدرب الإنكليزي ستيف ماكلارين.

## نظام البطولة
يضم دوري الدرجة الأولى الهولندي 18 فريقاً يلعبون بنظام الدوري من دورين (كل دور 17 مرحلة)، ويتوج الفريق الذي حقق أكبر عدد من النقاط في مبارياته الـ34 كبطل للمسابقة، وبدءًا من موسم 2005/2006 طبق المسؤولون عن الدوري الهولندي نظام جولات إقصائية (بلاي أوف) إضافية تقام بعد انتهاء المرحلة الرابعة والثلاثين والأخيرة، الهدف منها تحديد الفرق الحاصلة على بقية المقاعد الأوروبية في دوري أبطال أوروبا ودوري أوروبا، ويشهد هذا النظام تغييرات عديدة كل موسم، حتى أصبح حالياً يُلعب من أجل أماكن في دوري أوروبا فقط، أما بالنسبة لنظام الهبوط إلى الدرجة الثانية، فيهبط مباشرة الفريق صاحب المركز الثامن عشر والأخير، بينما يلعب الفريقان أصحاب المركزين السابع عشر والسادس عشر مباريات إقصائية مع أندية من الدرجة الثانية، ويمنح الفائز فيها مقاعد الدرجة الأولى والخاسر مقاعد الدرجة الثانية.

## الشعار

الشعار السابق
الشعار الحالي

## سجل الأبطال
الجدول التالي يوضح الفرق الفائزة منذ بداية الدوري الهولندي الممتاز.

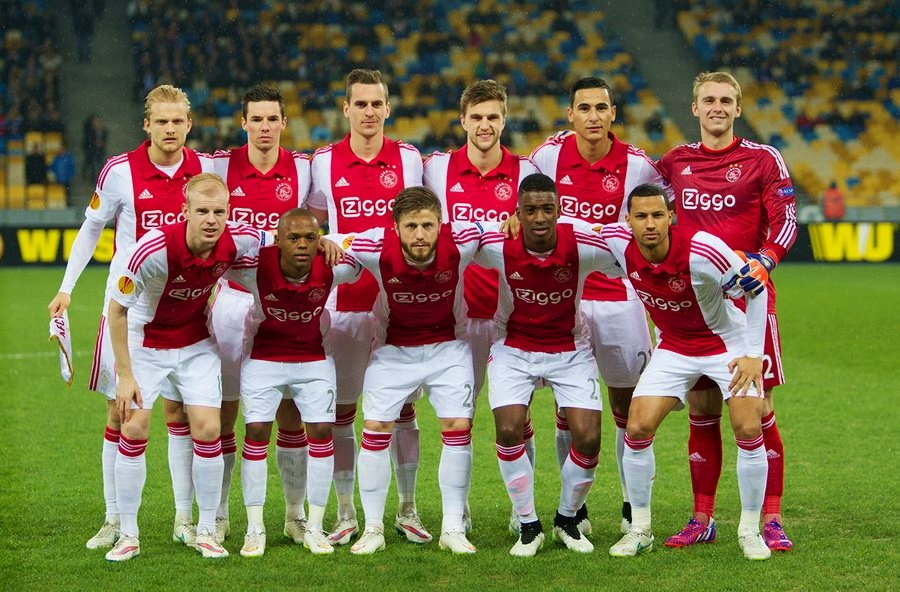
أياكس أمستردام النادي الأكثر تتويجاً بلقب الدوري

| النادي                | البطل | الوصيف | سنوات البطولة |
| --------------------- | ----- | ------ | --- |
| أياكس أمستردام        | 36    | 24     | 1917–18، 1918–19، 1930–31، 1931–32، 1933–34، 1936–37، 1938–39، 1946–47, 1956–57، 1959–60، 1965–66، 1966–67، 1967–68، 1969–70، 1971–72، 1972–73، 1976–77، 1978–79، 1979–80، 1981–82، 1982–83، 1984–85، 1989–90، 1993–94، 1994–95، 1995–96، 1997–98، 2001–02، 2003–04، 2010–11، 2011–12، 2012–13، 2013–14، 2018–19، 2020–21، 2021–22 |
| بي إس في آيندهوفن     | 26    | 14     | 1928–29, 1934–35, 1950–51, 1962–63، 1974–75، 1975–76، 1977–78، 1985–86، 1986–87، 1987–88، 1988–89، 1990–91، 1991–92، 1996–97، 1999–00، 2000–01، 2002–03، 2004–05، 2005–06، 2006–07، 2007–08، 2014–15، 2015–16، 2017–18، 2023–24، 2024–25.                                                                                          |
| فاينورد               | 16    | 22     | 1923–24, 1927–28 , 1935–36 , 1937–38 , 1939–40, 1960–61، 1961–62، 1964–65، 1968–69، 1970–71، 1973–74، 1983–84، 1992–93، 1998–99، 2016–17، 2022–23 |
| إتش في في دين هاغ     | 10    | 1      | 1890–91, 1895–96, 1899–00, 1900–01, 1901–02, 1902–03, 1904–05, 1906–07, 1909–10, 1913–14 |
| سبارتا روتردام        | 6     | –      | 1908–09، 1910–11، 1911–12، 1912–13، 1914–15، 1958–59 |
| نادي راب              | 5     | 3      | 1891–92, 1893–94, 1896–97, 1897–98, 1898–99 |
| غو أهد إيغلز          | 4     | 5      | 1916–17, 1921–22 , 1929–30, 1932–33 |
| Koninklijke HFC       | 3     | 3      | 1889–90, 1892–93, 1894–95 |
| فيلم تو تيلبورغ       | 3     | 1      | 1915–16، 1951–52، 1954–55 |
| كريينهوت              | 3     | –      | 1903–04, 1905–06, 1924–25 |
| إي زد ألكمار          | 2     | 2      | 1980–81, 2008–09 |
| هيراكليس ألميلو       | 2     | 1      | 1926–27, 1940–41 |
| أدو دين هاغ           | 2     | –      | 1941–42, 1942–43 |
| ريسينغ هيمستيده ‏      | 2     | –      | 1922–23, 1952–53 |
| ناك بريدا             | 1     | 4      | 1920–21 |
| تفينتي أنشخيدة        | 1     | 3      | 2009–10 |
| دوور فيلسكراخت ستيرك ‏ | 1     | 3      | 1963–64 |
| رودا كيركراده         | 1     | 2      | 1955–56 |
| Be Quick ‏             | 1     | 2      | 1919–20 |
| إف سي آيندهوفن        | 1     | 2      | 1953–54 |
| نادي انسخيده الرياضي  | 1     | 1      | 1925–26 |
| في في دوس             | 1     | 1      | 1957–58 |
| دين بوستش             | 1     | 1      | 1947–48 |
| De Volewijckers       | 1     | –      | 1943–44 |
| نادي هارلم            | 1     | –      | 1945–46 |
| Limburgia             | 1     | –      | 1949–50 |
| SVV                   | 1     | –      | 1948–49 |
| Quick Den Haag ‏       | 1     | –      | 1907–08 |
| VV Concordia          | 1     | –      | 1888–89 |